# 洛玛角海军基地
美国海军洛玛角海军基地（英語：Naval Base Point Loma, NBPL）位于美国加利福尼亚州聖地牙哥附近的洛玛角。于1998年10月1日成立。洛玛角海军基地由潜艇基地、海军矿场、反潜艇战争司令部、太平洋舰队作战训练中心、海军信息战系统司令部（SPAWAR）太平洋舰队情报司令部等构成。这些紧密结合的组织行程一个多元和高技术的海军军事活动活动枢纽。基地人口大约2万2千人。美国海军第三舰队司令部设置于此。